# بطولة أوروبا للألعاب المائية 2008
بطولة أوروبا للألعاب المائية 2008 هو الموسم الـ 29 من بطولة أوروبا للألعاب المائية، عقد في الفترة 13–24 مارس من 2008، وجرت المنافسات في مدينة آيندهوفن، هولندا، ونظمت من قبل الاتحاد الأوروبي للسباحة.

## النتائج
| م        | الذهبية | الفضية  | البرونزية |
| -------- | ------- | ------- | --------- |
| الفائزين | روسيا   | إيطاليا | فرنسا     |